# Turbo Pascal
Turbo Pascal là một trình biên dịch và một môi trường phát triển tích hợp (IDE) cho ngôn ngữ Pascal chạy trên nền hệ điều hành MS-DOS và CP/M, được phát triển bởi hãng Borland. Cái tên Borland Pascal dành riêng cho phiên bản tốt hơn của Turbo Pascal (với nhiều thư viện chuẩn và mã nguồn hơn). Borland Pascal cũng được dùng để chỉ trình biên dịch Pascal của hãng Borland.

## Các phiên bản
- Turbo Pascal 4 sửa lại thư viện đồ họa của Turbo Pascal 3 và đưa vào khái niệm unit (đơn vị chương trình).
- Turbo Pascal 5 có tính năng lập trình hướng đối tượng (OOP).
- Turbo Pascal 6 có một số tính năng mới trong đó IDE được cải thiện, cho phép mở nhiều cửa sổ soạn thảo cùng lúc (Multi-document interface) (MDI)
- Turbo Pascal 7 có một số tính năng mới trong đó có cải thiện IDE trong đó có hỗ trợ đổi màu mã lệnh (color-coding).

Các phiên bản mới của Turbo Pascal có kèm theo Turbo Vision, một GUI framework phát triển bởi Borland, dành cho C++ và Pascal.

Giao diện Turbo Pascal 6

## Trong Giáo dục
Borland Pascal vẫn được giảng dạy ở một số quốc gia ở cấp trung học, dạng thứ sáu và đại học. Nó được giảng dạy tại các trường cao đẳng và đại học ở Costa Rica, Thổ Nhĩ Kỳ, Đức, Liên bang Nga, Mỹ, Malta và tại các trường trung học ở Argentina, Bỉ, Bulgaria, Canada, Costa Rica, Croatia, Pháp, Ý, Jamaica, Libya, Moldova, Romania, Serbia, Tunisia, Ukraine, Cộng hòa Séc và Việt Nam (nay đã chuyển sang Free Pascal). Đó là ngôn ngữ lập trình giáo dục được nhà nước phê duyệt cho tất cả các trường trung học ở Nam Phi cho đến năm 2002. Ngày nay, nó tiếp tục được giảng dạy ở một số trường đại học trên thế giới như là một giới thiệu về lập trình máy tính, thường tiến tới C hoặc Java hoặc cả hai.
Một số giảng viên thích sử dụng Borland Pascal 7 hoặc Turbo Pascal 5.5 vì tính đơn giản của nó so với các IDE hiện đại hơn như Microsoft Visual Studio hoặc Borland JBuilder, vì vậy nó giới thiệu cho sinh viên không quen với việc tính toán với các tác vụ thông thường như sử dụng phím tắt và bàn phím (TP 5.5 không có hỗ trợ chuột), làm quen với các lệnh DOS (phần lớn giống như các dấu nhắc lệnh của Microsoft Windows) và cho phép chúng viết chương trình mà không tốn nhiều công sức để môi trường hoạt động. TP 5.5 có sẵn dưới dạng tải xuống miễn phí từ Borland.

## Lịch sử hình thành
Turbo Pascal được xây dựng trên nền trình biên dịch Blue Label Pascal được viết cho hệ điều hành NasSys của NasCom vào năm 1981 bởi Anders Hejlsberg. Đây là lần viết lại đầu tiên của trình biên dịch Compas Pascal cho hệ điều hành CP/M và trình biên dịch Turbo Pascal cho hệ điều hành MS-DOS và CP/M. Một phiên bản của Turbo Pascal đã được viết cho máy Apple Macintosh từ năm 1986 nhưng cuối cùng cũng bị bỏ dở năm 1992. Một phiên bản khác cũng được viết cho máy DEC Rainbow sau một vài lần phát hành.

## Mẫu ví dụ
Pascal không phân biệt chữ hoa chữ thường.
Trong lịch sử, các bình luận Pascal được đính kèm { within pairs of braces }, hoặc (* left parenthesis/asterisk and asterisk/right parenthesis pairs *), chúng có thể trải rộng bất kỳ số lượng dòng nào. Các phiên bản sau của Borland Pascal cũng hỗ trợ các nhận xét kiểu C ++ // preceded by two forward slashes, kết thúc ở cuối dòng.
Cú pháp cho câu lệnh case linh hoạt hơn Pascal chuẩn.
Các bộ chỉ có thể có tối đa 256 (2 mũ 8) thành viên.
Pascal tiêu chuẩn String đi trước bởi một byte độ dài được hỗ trợ và có một lượng lưu trữ cố định; các phiên bản sau đã thêm loại kết thúc null linh hoạt hơn, gọi loại cũ hơn là "chuỗi ngắn". Mã nguồn cũ hơn xử lý các chuỗi theo các cách không chuẩn (ví dụ: thao tác trực tiếp byte độ dài như S[0]:=14để cắt một chuỗi) phải có các chuỗi được khai báo là các chuỗi ngắn hoặc được viết lại.

Đây là chương trình Hello world kinh điển trong Turbo Pascal:
```
program
 
HelloWorld
;

begin

  
WriteLn
(
'Hello World'
)

end
.

```